# Maria brand- och polisstation

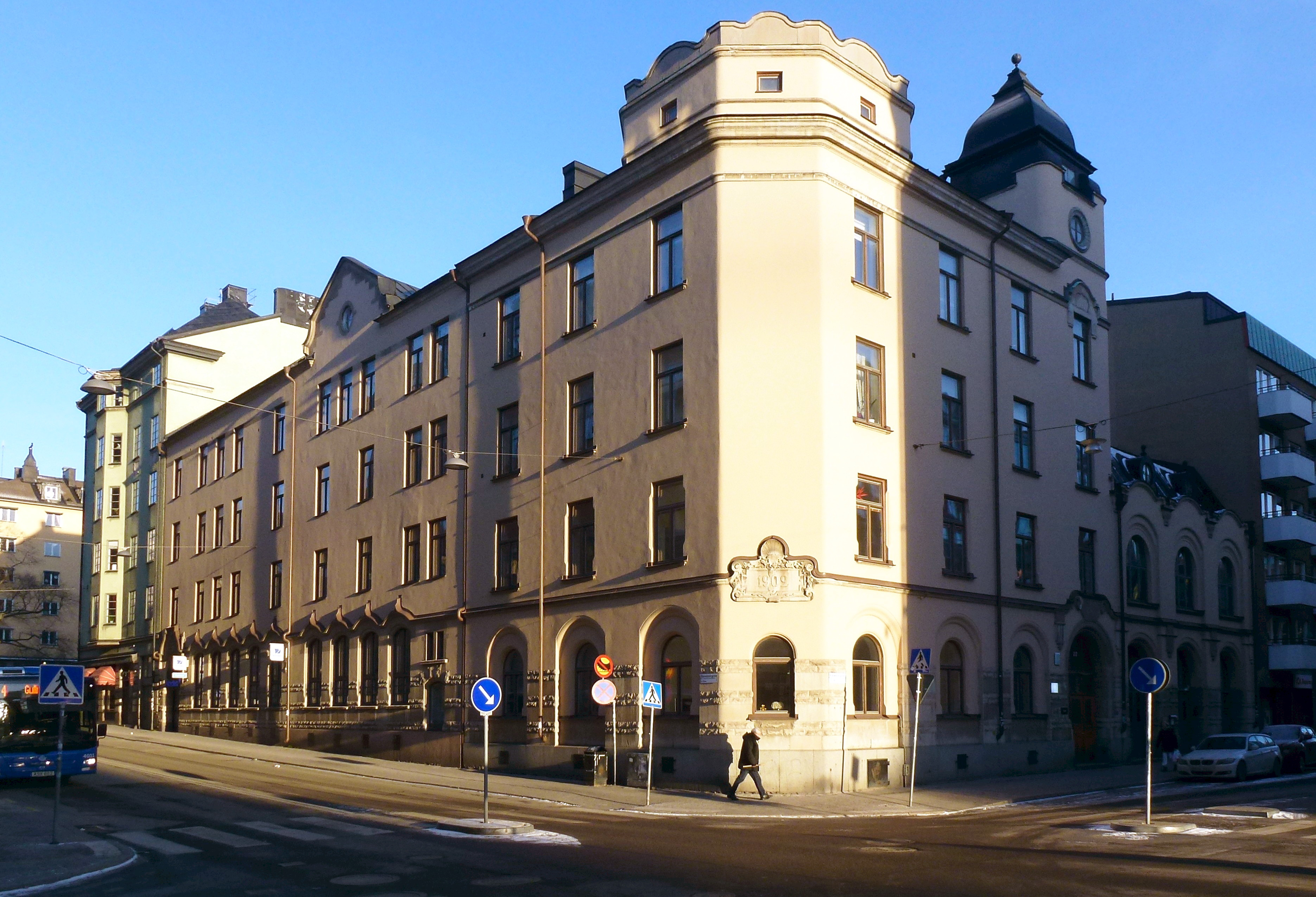
Före detta Maria brand- och polisstation, vy mot norr längs Rosenlundsgatan, december 2014.

Maria brand- och polisstation låg i kvarteret Råttan, hörnet Rosenlundsgatan 1 / Krukmakargatan 22 på Södermalm i Stockholm. Brandstationen invigdes år 1902 och lades ner 1916. Polisen flyttade in 1905 och hade kvar viss verksamhet så sent som 1977.

## Bakgrund

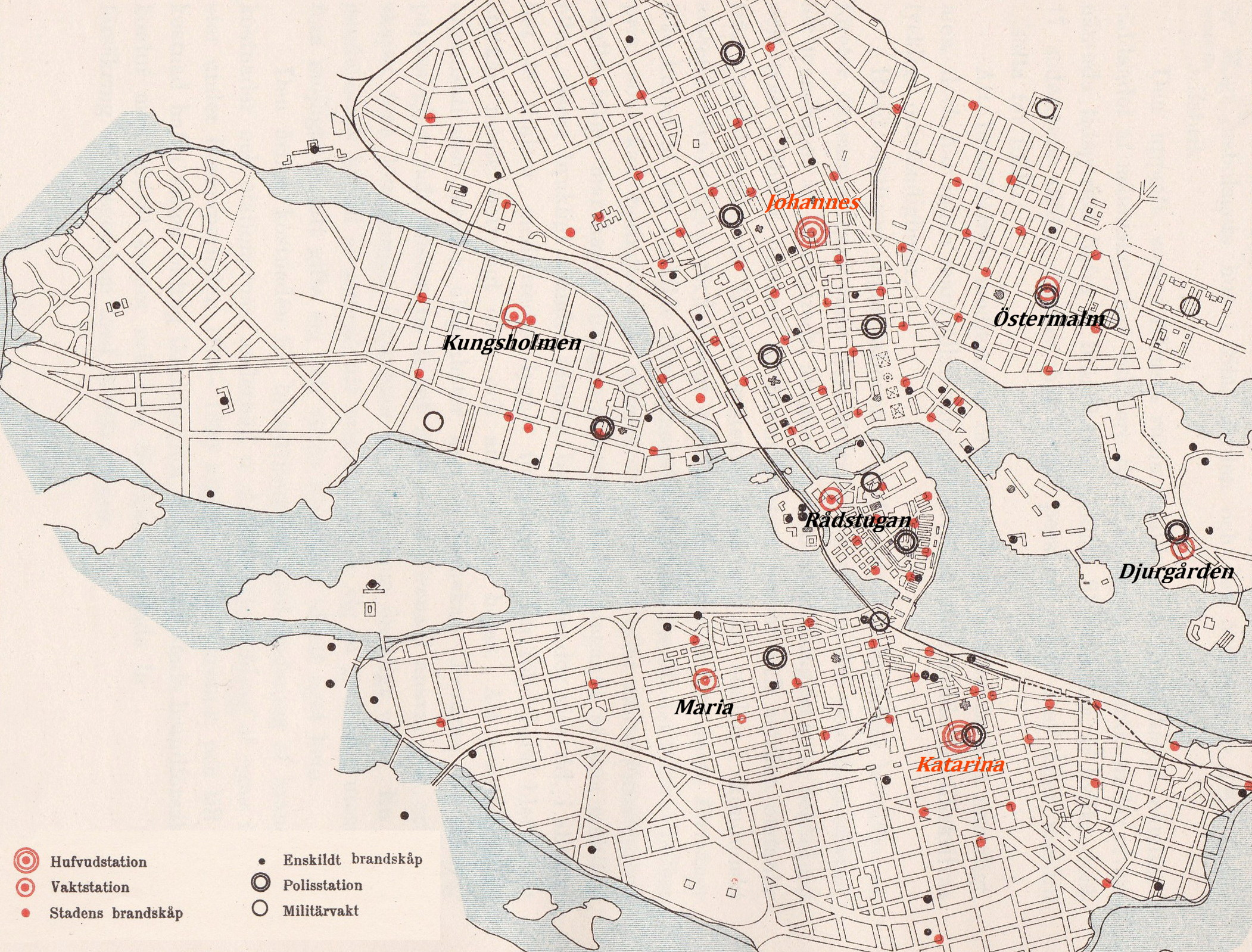
Brandstationer i Stockholm 1897.

Innan 1875 fanns det i Stockholm ett så kallat eldsläckningsmanskap: frivilliga som ställde upp vid bränder. År 1875 utkom en ny brandordning för Stockholm, som då för första gången fick en yrkesbrandkår, föregångaren till dagens Storstockholms brandförsvar. Stockholm skulle ha sju brandstationer, varav två huvudstationer, en på Norrmalm (Johannes brandstation, invigd 1878) och en på Södermalm (Katarina brandstation, invigd 1876) samt fem understationer eller vaktstationer i olika stadsdelar:
- Maria brandstation på västra Södermalm
- Kungsholmens brandstation på Kungsholmen
- Östermalms brandstation på Ladugårdslandet
- Rådstugans brandstation i Staden mellan broarna och
- Djurgårdens brandstation på Djurgården

## Brand- och polisstationen

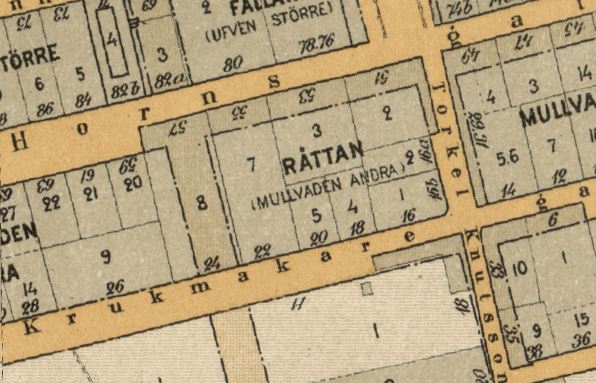
Kvarteret Råttan, 1899.

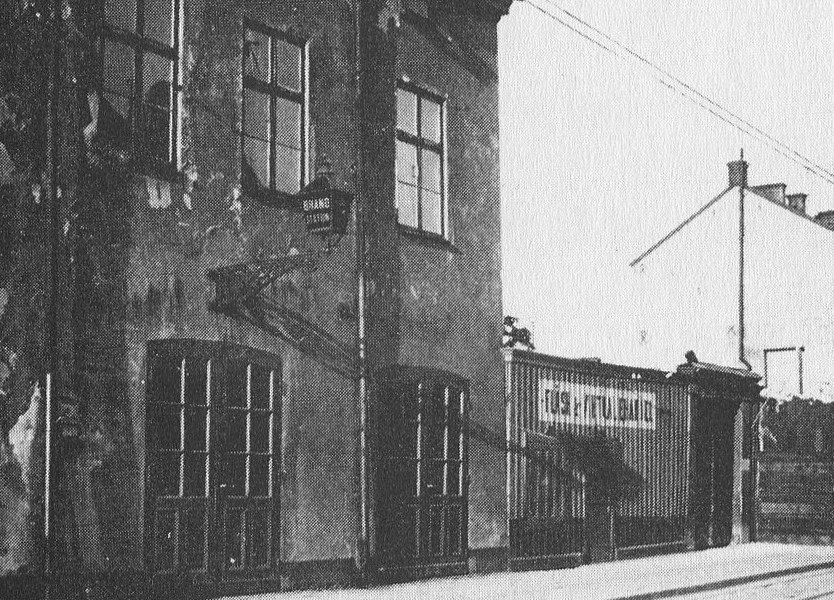
Maria brandstation Hornsgatan 53.

En av dessa understationer inrättades 1887 på Södermalm vid Hornsgatan 53 i en befintlig fastighet som ägdes av staden. Innan dess fanns sedan 1876 en vaktstation i våghuset vid Adolf Fredriks torg (numera Mariatorget) och i augusti 1887 flyttade man till Hornsgatan. År 1891 fick Maria brandstation utrustning för utryckning med hästar och för dem anordnades på bakgården ett stall, till en början fanns där två hästar.
På grund av Hornsgatans breddning beslöt stadsfullmäktige 1901 att brandstationen skulle rivas och att en ny station skulle uppföras på hörntomten Rosenlundsgatan/Krukmakargatan inom samma kvarter som då hette Mullvaden Andra (nuvarande Råttan). I en del källor (bland annat Stadsmuseets byggnadsinventering och RAÄ:s bebyggelseregister) anges felaktigt att den nya stationen uppfördes 1880, men som framgår av samtida kartor fanns det ingen bebyggelse i hörnet Rosenlundsgatan/Krukmakargatan vid den tiden. Det var först mellan 1901 och 1902 som hörnan (husdel 1) intill den då nyanlagda Rosenlundsgatan bebyggdes. Den nya brandstationen blev inflyttningsklar den 13 september 1902. En minnesskylt på fasaden påminner om årtalet.
Ritningarna för husdel 1 är osignerade men byggherre var P. Lundquist. Huset fick en jugendstilinspirerad arkitektur med hörntorn och en påkostad fasad med putsdekorationer och blomstergirlanger. Staden beslöt även att en polisstation skulle finnas på tomten. Mellan 1902 och 1905 förlängdes därför huset med en andra del längs Rosenlundsgatan där Georg Ringström stod som arkitekt.
Huvudbyggnaden mot Rosenlundsgatan uppfördes i fyra våningar och innehöll förutom polisens lokaler även några privatbostäder. Brandstationen är en lägre byggnadskropp i två våningar med tre höga in/utkörsportar mot Krukmakargatan och logement för brandmännen i övervåningen. Inne på bakgården låg polisens arrestceller samt ett stall för fyra hästar. År 1908 monterades en glidstång för brandmännens snabba förflyttning mellan logementsvåningen och bottenvåningen. År 1910 installerades en kombinerad elektrisk larm- och belysningsanordning och 1913 fick stationen ett övningstorn och gymnastikutrustning.

## Historiska bilder

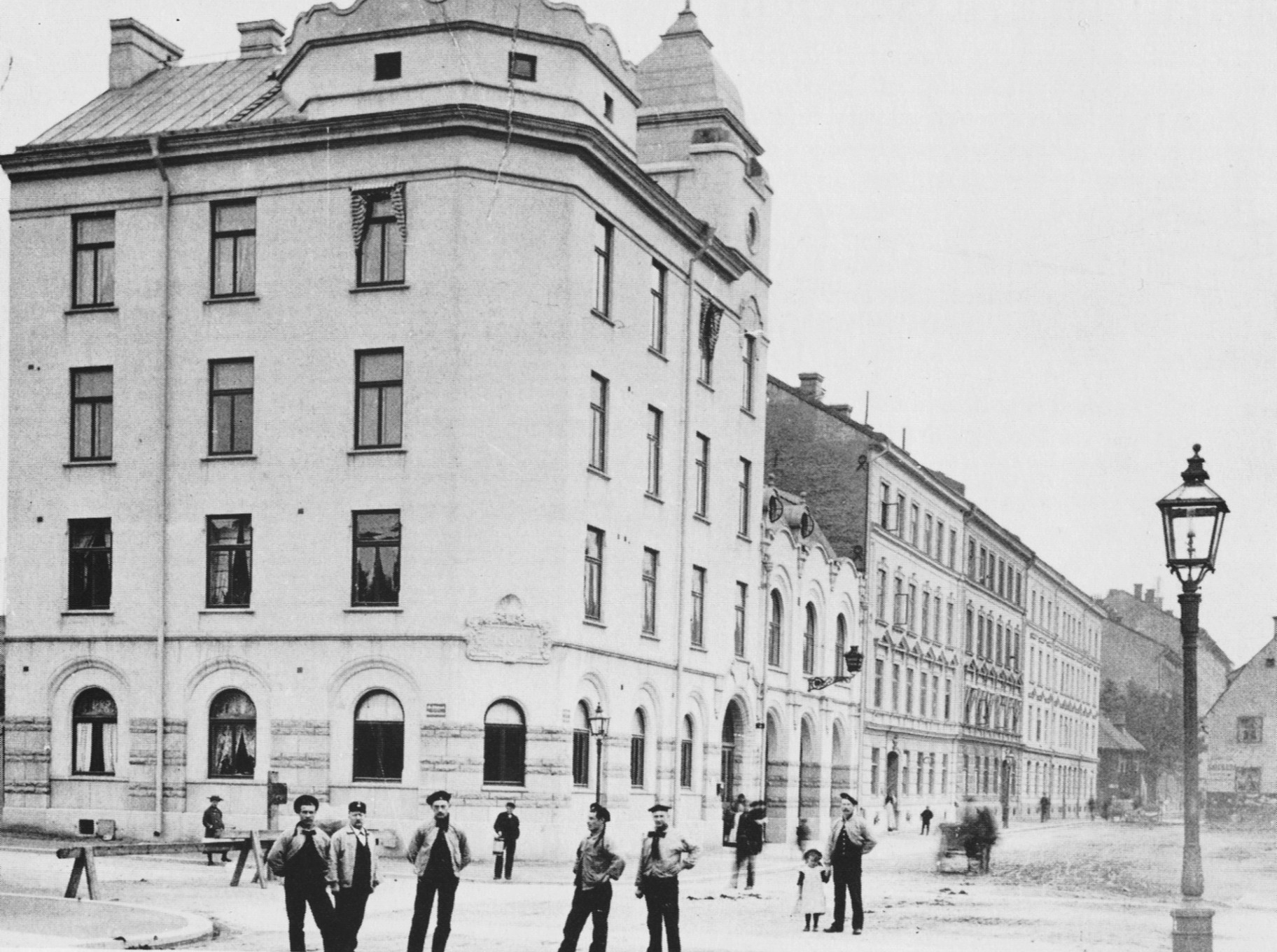
Maria brandstation 1902
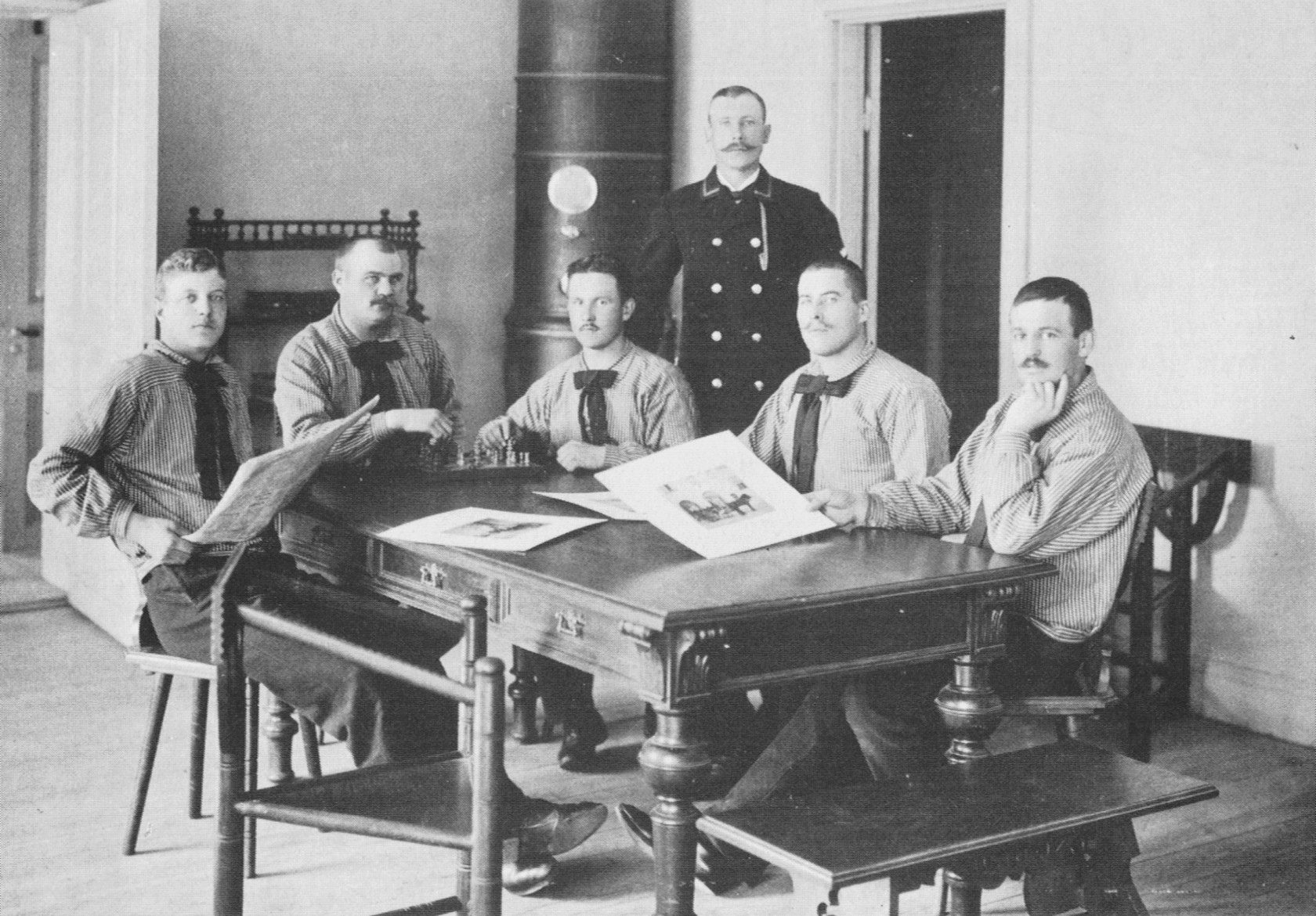
Brandmän i dagrummet
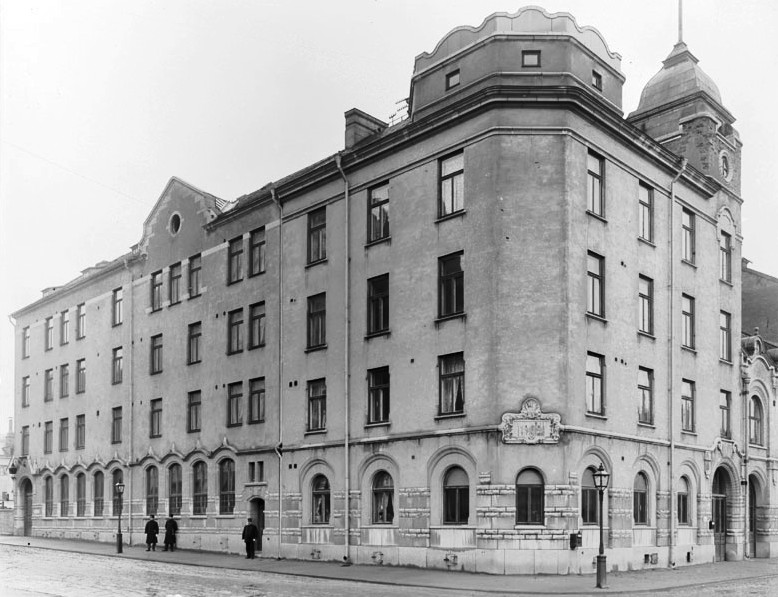
Maria brand- och polisstation 1905
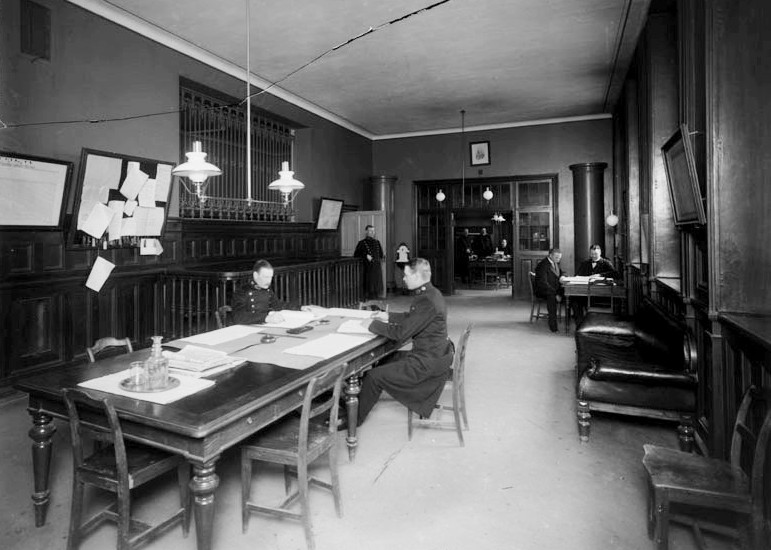
Maria polisstation 1914
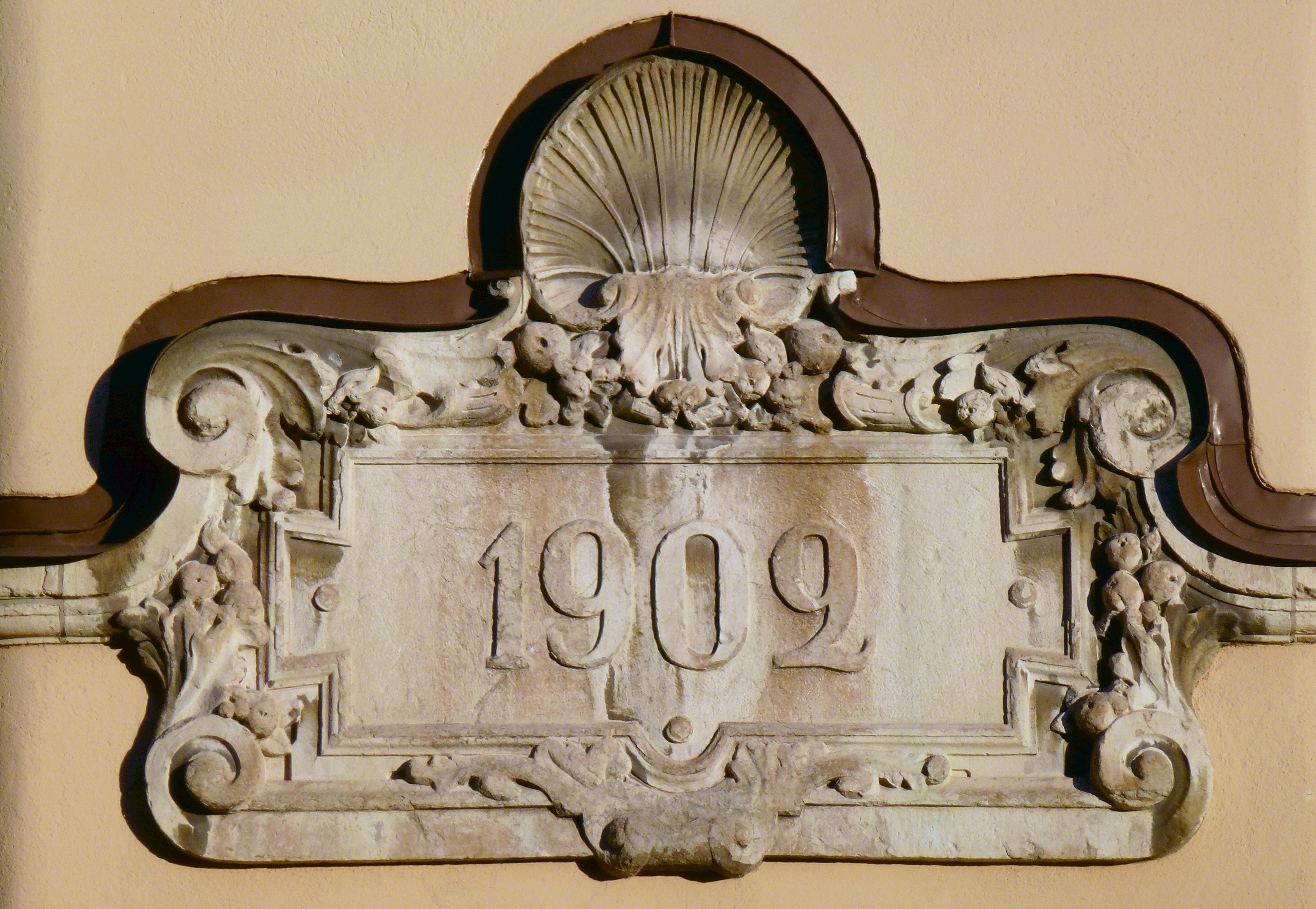
"1902", utsmyckning på husets hörn.
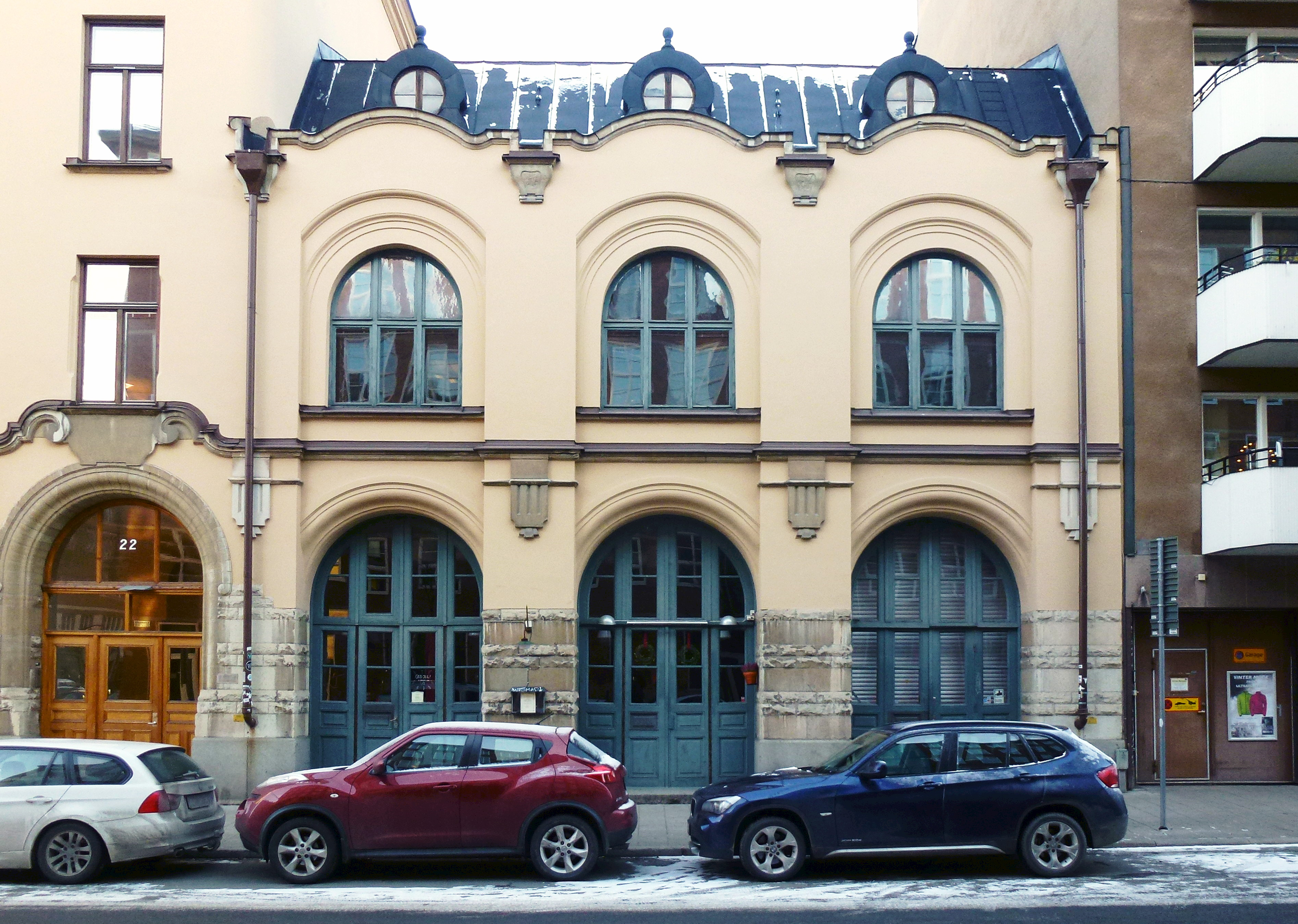
Stationshuset mot Krukmakargatan, 2014.

## Branden på Torkel Knutssonsgatan
Sitt ”elddop” fick stationen den 10 juli 1906, när en omfattande eldsvåda utbröt på Torkel Knutssonsgatan 29 och spred sig till närliggande byggnader i samma kvarter där Maria brandstation låg. Totalt brann fem hus och ett 40-tal familjer blev hemlösa. Brandmän från Johannes, Katarina, Maria och Rådstugans stationer bekämpade elden. Ingen person omkom men under arbetet ”erhöll befäl och manskap mindre skador”. En del av de nödställda fick tillfälligt boende i Maria brandstationens lokaler och kung Oscar II besökte brandplatsen dagen därpå.

## Brandstationen stängs
Den 26 september 1916 invigdes Liljeholmens brandstation nära Liljeholmens järnvägsstation varpå Maria brandstation stängde samma år. Efter att brandstationen flyttades, nyttjades lokalerna  som lager och parkering under många år. I hörnan mot Rosenlundsgatan hade polisens tunnelbanegrupp sina kontorslokaler i två våningar så sent som 1977. Sedan 2011 är den gamla brandstationen ombyggd till restaurang "Hommage".